# Хуан Аррісіо
Хуан Аррісіо (ісп. Juan Arricio, 11 грудня 1923, Ла-Пас) — болівійський футболіст, що грав на позиції півзахисника за клуб «Аякучо» (Ла-Пас).

## Клубна кар'єра
У футболі відомий виступами у команді «Аякучо» (Ла-Пас), кольори якої і захищав протягом усієї своєї кар'єри гравця. 

## Виступи за збірну
Був присутній в заявці збірної на чемпіонаті світу 1950 року у Бразилії, але на поле не виходив.